# Juna de Leeuw
Pour les articles homonymes, voir De Leeuw.
Juna de Leeuw, née le 19 août 2001 aux Pays-Bas,, est une actrice néerlandaise.

## Filmographie

### Cinéma et téléfilms
- 2013 : De Leeuwenkuil (nl) : Suzina
- 2013 : Greifensee : Lilith
- 2015 : Trollie : Ruth
- 2017 : Storm: Letters van Vuur (nl) (Storm et la lettre de feu) : Marieke[3]
- 2017 : Anders : La fille
- 2017 : 'Nachtblind : Emma
- 2018 : 'Dagdromen : Sharon
- 2019 : Oogappels (nl) : Hansje